# Supercoupe d'Ukraine de football 2018
La Supercoupe d'Ukraine de 2018 est la quinzième édition de la Supercoupe d'Ukraine. Ce match de football prend place le 21 juillet 2018 au Stade Tchornomorets d'Odessa.
Elle oppose l'équipe du Chakhtar Donetsk, auteur du doublé Coupe-Championnat en 2017-2018, à celle du Dynamo Kiev, vice-championne d'Ukraine en titre. Le Chakhtar dispute à cette occasion sa quatorzième Supercoupe tandis que le Dynamo y prend part pour la douzième fois. Avant cette rencontre, les deux équipes s'étaient déjà affrontées à dix reprises dans le cadre de la compétition, avec un bilan de cinq victoires pour chaque.
Le début de la rencontre est nettement dominé par le Chakhtar, qui touche notamment la barre transversale à deux reprises, mais c'est finalement le Dynamo qui ouvre la marque à la 18e minute de jeu par l'intermédiaire de Vitaliy Buyalskyi, aidé en cela par une erreur du gardien Andriy Pyatov. Les débats s'équilibrent par la suite tandis que le jeu est marqué par un nombre très élevé de fautes, avec près d'une cinquantaine sur l'ensemble de la rencontre dont la large majorité en deuxième mi-temps. Cette situation culmine dans le temps additionnel, annoncé à sept minutes, au cours de laquelle une bagarre éclate entre les joueurs des deux équipes et abouti à l'exclusion d'Ismaily côté Donetsk et de Mykyta Burda côté Kiev. Le score n'évolue quant à lui pas et le Dynamo remporte la victoire pour décrocher sa septième Supercoupe d'Ukraine.
Après le match, l'arbitrage de Kostiantyn Trukhanov (en) est principalement pointé du doigt, celui-ci étant accusé de ne pas avoir su contrôler les joueurs ainsi que de ne pas avoir expulsé les vrais responsables de la bagarre en fin de match. Sa performance lui vaut ainsi d'être suspendu de ses fonctions pour quatre matchs par le conseil de discipline de la fédération d'Ukraine de football.

## Feuille de match
| ·             |    |                           |     |
| Titulaires :  |    |                           |     |
|               |    |                           |     |
| G             | 30 | 0 Andriy Pyatov           |     |
| DG            | 31 | 0 Ismaily                 |     |
| DC            | 44 | 0 Yaroslav Rakitskiy      |     |
| DC            | 4  | 0 Serhiy Kryvtsov         |     |
| DD            | 94 | 0 Oleh Danchenko (en)     |     |
| MdC           | 6  | 0 Taras Stepanenko        |     |
| MC            | 21 | 0 Alan Patrick            |     |
| MO            | 74 | 0 Viktor Kovalenko        | 68e |
| AiG           | 99 | 0 Fernando                | 70e |
| AiD           | 11 | 0 Marlos                  |     |
| AC            | 10 | 0 Júnior Moraes           |     |
|               |    |                           |     |
| Remplaçants : |    |                           |     |
| MO            | 29 | 0 Andriy Totovytskyi (en) | 67e |
| AiG           | 50 | 0 Serhiy Bolbat (en)      | 70e |
|               |    |                           |     |
| Entraîneur :  |    |                           |     |
| Paulo Fonseca |    |                           |     |

| ·                      |    |                           |         |
| Titulaires :           |    |                           |         |
|                        |    |                           |         |
| G                      | 71 | 0 Denys Boyko             |         |
| DG                     | 9  | 0 Andriy Totovytskyi (en) |         |
| DC                     | 44 | 0 Tamás Kádár             |         |
| DC                     | 26 | 0 Mykyta Burda            |         |
| DD                     | 94 | 0 Tomasz Kędziora         |         |
| MdC                    | 8  | 0 Volodymyr Shepelev      |         |
| MC                     | 6  | 0 Tchê Tchê (en)          | 46e     |
| MO                     | 29 | 0 Vitaliy Buyalskyi       | 77e     |
| AiG                    | 7  | 0 Benjamin Verbič         |         |
| AiD                    | 15 | 0 Viktor Tsyhankov        |         |
| AC                     | 41 | 0 Artem Besyedin          |         |
|                        |    |                           |         |
| Remplaçants :          |    |                           |         |
| MO                     | 19 | 0 Denys Harmash           | 46e 71e |
| MC                     | 5  | 0 Serhiy Sydorchuk        | 68e     |
| MO                     | 10 | 0 Mykola Shaparenko       | 71e     |
|                        |    |                           |         |
| Entraîneur :           |    |                           |         |
| Aliaksandr Khatskevich |    |                           |         |

| ·             |    |                           |     |
| Titulaires :  |    |                           |     |
|               |    |                           |     |
| G             | 30 | 0 Andriy Pyatov           |     |
| DG            | 31 | 0 Ismaily                 |     |
| DC            | 44 | 0 Yaroslav Rakitskiy      |     |
| DC            | 4  | 0 Serhiy Kryvtsov         |     |
| DD            | 94 | 0 Oleh Danchenko (en)     |     |
| MdC           | 6  | 0 Taras Stepanenko        |     |
| MC            | 21 | 0 Alan Patrick            |     |
| MO            | 74 | 0 Viktor Kovalenko        | 68e |
| AiG           | 99 | 0 Fernando                | 70e |
| AiD           | 11 | 0 Marlos                  |     |
| AC            | 10 | 0 Júnior Moraes           |     |
|               |    |                           |     |
| Remplaçants : |    |                           |     |
| MO            | 29 | 0 Andriy Totovytskyi (en) | 67e |
| AiG           | 50 | 0 Serhiy Bolbat (en)      | 70e |
|               |    |                           |     |
| Entraîneur :  |    |                           |     |
| Paulo Fonseca |    |                           |     |

| ·                      |    |                           |         |
| Titulaires :           |    |                           |         |
|                        |    |                           |         |
| G                      | 71 | 0 Denys Boyko             |         |
| DG                     | 9  | 0 Andriy Totovytskyi (en) |         |
| DC                     | 44 | 0 Tamás Kádár             |         |
| DC                     | 26 | 0 Mykyta Burda            |         |
| DD                     | 94 | 0 Tomasz Kędziora         |         |
| MdC                    | 8  | 0 Volodymyr Shepelev      |         |
| MC                     | 6  | 0 Tchê Tchê (en)          | 46e     |
| MO                     | 29 | 0 Vitaliy Buyalskyi       | 77e     |
| AiG                    | 7  | 0 Benjamin Verbič         |         |
| AiD                    | 15 | 0 Viktor Tsyhankov        |         |
| AC                     | 41 | 0 Artem Besyedin          |         |
|                        |    |                           |         |
| Remplaçants :          |    |                           |         |
| MO                     | 19 | 0 Denys Harmash           | 46e 71e |
| MC                     | 5  | 0 Serhiy Sydorchuk        | 68e     |
| MO                     | 10 | 0 Mykola Shaparenko       | 71e     |
|                        |    |                           |         |
| Entraîneur :           |    |                           |         |
| Aliaksandr Khatskevich |    |                           |         |